# Polyrhachis thompsoni
Polyrhachis thompsoni är en myrart som beskrevs av Charles Thomas Bingham 1903. Polyrhachis thompsoni ingår i släktet Polyrhachis och familjen myror. Inga underarter finns listade i Catalogue of Life.